# Gertrude Duby-Blom

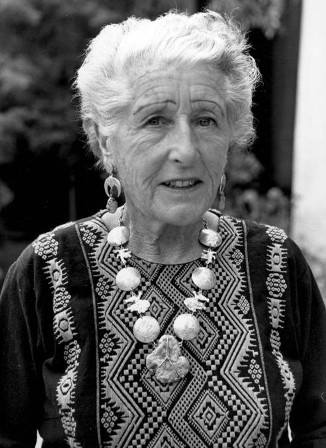
Gertrude Duby-Blom 1986

Gertrude „Trudi“ Duby-Blom (* 7. Juli 1901 in Wimmis, Schweiz; † 23. Dezember 1993 in San Cristóbal, Mexiko) war eine Schweizer Sozialistin, Fotografin, Anthropologin, Umweltschützerin und Journalistin, die fünf Jahrzehnte ihres Lebens die Maya-Kulturen von Chiapas in Mexiko dokumentiert hat, vor allem die Kultur der Lacandonen. Im Jahr 1991 verlieh ihr die UN-Organisation UNEP (United Nations Environment Programme) die Auszeichnung Global 500 Award für ihre „Verdienste zur Erhaltung einer gesunden Welt“.

## Journalismus und Sozialismus
Gertrude Elisabeth Lörtscher wurde am 7. Juli 1901 als zweites von drei Kindern des evangelischen Pfarrers Otto Lörtscher in Wimmis im schweizerischen Kanton Bern geboren. Ihre Schwester Johanna kam 1895 zur Welt, ihr Bruder Hans Otto 1904.
Mit 17 Jahren verließ sie ihr Elternhaus, lernte zwei Jahre Gartenbau und machte in Zürich einen Abschluss in Sozialarbeit. Anschließend lebte sie ein Jahr lang bei einer Quäkerfamilie in England und einige Monate in der italienischen Stadt Florenz.
1925 musste Gertrude Lörtscher Italien verlassen und in ihr Heimatland zurückkehren, weil ihre Artikel für sozialistische Zeitungen in der Schweiz den italienischen Faschisten unangenehm aufgefallen waren. Am 20. Juni 1925 heiratete sie in Lausanne den 25-jährigen Kurt Düby (1900–1951).
Ab 1925 arbeitete Gertrude Düby als Sekretärin der Frauensektion der deutschen SPD, für die sie von 1928 an Deutschland bereiste. Am 3. September 1930 ließ sie sich wegen politischer und privater Differenzen von Kurt Düby scheiden. 1933 schloss sie eine Scheinehe mit dem deutschen Arbeiter Otto Piel (1906–1999), um die deutsche Staatsbürgerschaft zu erhalten.
Nach der Machtergreifung 1933 konnte Gertrude Düby ihre politische Arbeit in Deutschland nicht fortsetzen und musste emigrieren. Sie organisierte den Weltfrauenkongress in Paris und den USA und engagierte sich bis 1939 in der Widerstandsbewegung gegen die Diktatur Adolf Hitlers.
1940 wurde Gertrude Düby in das französische Internierungslager Camp de Rieucros bei Mende im Département Lozère eingeliefert, konnte Frankreich mit Hilfe der Schweizer Botschaft jedoch am 6. März 1940 verlassen und emigrierte zuerst in die USA, wenige Monate später nach Mexiko, wo sie sich jetzt „Duby“ nannte. In diesen Jahren war sie mit dem deutschen Journalisten Rudolf Feistmann liiert.

## Fotografie und Anthropologie
In Mexiko arbeitete Gertrude Duby als Sozialarbeiterin und Journalistin für das Arbeitsministerium und untersuchte die Arbeitsbedingungen der Fabrikarbeiterinnen. Aus zweiter Hand kaufte sie ihren ersten Fotoapparat und begann als Expeditionsbegleiterin 1943, die Kultur und Landschaft der Chiapas-Indianer zu dokumentieren. Auf ihrer zweiten Expedition zu den Lacandon-Indianern lernte sie den dänischen Archäologen und Kartographen Frans Blom (1893–1963) kennen. 
Das Paar heiratete am 16. Februar 1950 und zog nach San Cristóbal de las Casas im Chiapas. Dort kauften sie ein halb verfallenes Priesterseminar, restaurierten es und nannten es wegen der Ähnlichkeit mit ihrem Familiennamen Na Bolom („Jaguar“).
Um ihre Expeditionen in den Regenwald zu finanzieren, nahmen sie zahlende Gäste in die Casa Na Bolom auf, und nach und nach entwickelte sich Na Bolom, auch wegen der Kochkünste von „Doña Trudi“, zu einem beliebten Treffpunkt für Besucher aus aller Welt, darunter Archäologen großer US-Universitäten und Persönlichkeiten wie Diego Rivera und Henry Kissinger.
1947 reiste Gertrude Duby für einige Tage zurück nach Europa, um in Deutschland am Aufbau einer neuen Gesellschaft in der Sowjetischen Besatzungszone mitzuwirken, kehrte jedoch nach wenigen Tagen nach Mexiko zurück. Bis zum Tode von Frans Blom am 24. Juni 1963 unternahm das Paar immer wieder Expeditionen in den Tropenwald auf der Suche nach verschollenen Maya-Ruinen, und auf diesen Expeditionen entstanden jene Dokumentaraufnahmen von den Lacandonen, die Gertrude auf eine Stufe mit bedeutenden Dokumentarfotografen wie Laura Gilpin, Dorothea Lange und W. Eugene Smith stellten.

## Umweltschutz
Die systematische Abholzung der Lacandona-Wälder durch Holzfirmen, Neusiedler und die mexikanische Regierung gab ihrem Leben eine weitere Wendung. Als Umweltaktivistin bereiste sie seit den 1970er Jahren die Welt, um mit ihren dokumentarischen Fotos auf das Sterben des Tropenwaldes hinzuweisen. In drei Sprachen schrieb sie hunderte von Artikeln, um gegen die Politik der mexikanischen Regierung anzukämpfen. Im Jahr 1975 gründete sie eine Baumschule, die auch heute noch einheimische Bäume kostenlos abgibt, wenn sie im Staat Chiapas angepflanzt werden. „Ich bin ohne Hoffnung, aber ich pflanze weiter Bäume“, sagte sie.  
Im Jahr 1983 veröffentlichte The Center for Documentary Photography, Duke University (USA), ihre Dokumentarfotos in dem Band Gertrude Blom – Bearing Witness. In einem ihrer kraftvollsten Aufsätze, The Jungle is Burning, schreibt sie: „Wenn der Mensch diesen Planeten weiterhin so misshandelt wie er es jetzt tut, dann werden die Folgen in naher Zukunft weit schrecklicher sein als jede Verwüstung, die eine Atombombe anrichten kann“ („If mankind continues abusing the planet as we are today, the effects in the near future will be far worse than the devastation that would be caused by any atomic bomb“).  
Im Alter von 92 Jahren starb Gertrude Duby-Blom am 23. Dezember 1993 in San Cristóbal. Casa Na Bolom wird seither als gemeinnützige Stiftung La Asociación Cultural Na Bolom A.C. fortgeführt und unterstützt in ihrem Sinne weiterhin den Erhalt der Lacandona-Wälder und ihrer Bewohner.